# 1613
| 1613               |
| ------------------ |
| Dødsfald - Fødsler |
| • Begivenheder     |

| Gregoriansk kalender | 1613 MDCXIII            |
| Ab urbe condita      | 2366                    |
| Armensk kalender     | 1062 ԹՎ ՌԿԲ             |
| Kinesiske kalender   | 4309 – 4310 壬子 – 癸丑 |
| Etiopisk kalender    | 1605 – 1606             |
| Jødisk kalender      | 5373 – 5374             |
| Hindukalendere       |                         |
| - Vikram Samvat      | 1668 – 1669             |
| - Shaka Samvat       | 1535 – 1536             |
| - Kali Yuga          | 4714 – 4715             |
| Iransk kalender      | 991 – 992               |
| Islamisk kalender    | 1022 – 1023             |

Konge i Danmark: Christian 4. 1588-1648 – Danmark i krig: Kalmarkrigen 1611-1613.
Se også 1613 (tal)

## Begivenheder
- 20. januar, fredsaftalen ved Knærød afslutter Kalmarkrigen, Danmark får retten til at bære 3 løver på rigsvåbnet.
- 7. februar – den 16-årige Mikhail Romanov vælges til ny zar af den russiske rigsforsamling.
- 12. juni – Ole Worm kaldes hjem fra England, hvor han arbejder, og tilbydes et professorat i latin ved Københavns Universitet
- 29. juni - det oprindelige Globe Theatre i London brændte ned til grunden under en forestilling, fordi en teaterkanon, der skulle fyres af under forestillingen, ramte træværket og satte ild til hele teatret

## Dødsfald
- 8. september – Carlo Gesualdo, italiensk komponist.